# Jill Gomez
Jill Gomez (21 settembre 1942) è un soprano guyanese naturalizzato britannico.

## Biografia
Nacque in Guyana da padre di Trinidad e Tobago e madre inglese.
Crebbe a Port of Spain, Trinidad e Tobago; la sua carriera è avviata nel Regno Unito. Dopo aver studiato brevemente presso il Convento di St. Joseph (Port of Spain) a Trinidad ed aver dominato il festival musicale biennale dell'isola, a 13 anni si trasferì in Inghilterra, dove studiò presso la London's Royal Academy of Music e la Guildhall School of Music and Drama.
Debuttò sul palco come Adina ne L'elisir d'amore di Donizetti con l'opera Glyndebourne nel 1968. 
Quindi, nel 1970 creò il ruolo di Flora in The Knot Garden alla Royal Opera, London e nel 1973 quello della Contessa in The Voice of Ariadne di Thea Musgrave presso il Festival di Aldeburgh. Apparve anche in produzioni della English National Opera, della Scottish Opera, dell'Oper Frankfurt ed altri. Nel 1970 partecipò alla ripresa de La Calisto di Francesco Cavalli, al Glyndebourne sotto la direzione di Raymond Leppard, nel ruolo della protagonista alternandosi a Ileana Cotrubas. Tra i suoi ruoli vi erano:
- Mélisande,
- Fiordiligi e
- the Governess.

Nel 1995 creò il ruolo principale della duchessa di Argyll in Powder Her Face. La sua registrazione di quest'ultimo ruolo ricevette una nomination per un Grammy Award e in Allmusic Erik Eriksson scrisse: "Gomez's portrayal is a tour de force, alternately opulent and unhinged. She achieves the difficult task of making a figure of ridicule into a person who evokes sympathy from the listener."
La sua registrazione delle Songs of the Auvergne di Joseph Canteloube, eseguita con la Royal Liverpool Philharmonic Orchestra diretta da Vernon Handley, fu premiata con una rosetta nel volume Penguin Guide to CDs and DVDs.
La Gomez vive nel Cambridgeshire con suo marito, il critico musicale Patrick Charles Carnegy, XV conte di Northesk.